# Big Flow Music
Big Flow Music är en mexikansk musikgrupp bildad 2013 i Uriangato, Guanajuato och bestående av de JL, Giorgin, Achas Lokote och MC Rap. Big Flow Music kombinerar rap med trap.

## Diskografi
- Entre El Peligro & La Muerte (2017)